# Kentaro Seki
Kentaro Seki (født 9. marts 1986) er en japansk fodboldspiller.
Han har spillet for flere forskellige klubber i sin karriere, herunder Vegalta Sendai og Yokohama FC.